# Jorge de León
Jorge de Leòn (Santa Cruz de Tenerife, 1º novembre 1970) è un tenore spagnolo.

## Biografia
Dopo aver studiato canto nel Conservatorio della sua città con Isabel Garcia Soto, completa i suoi studi in Italia con Giuseppe Valdengo e sempre in Spagna con Alfonso Leoz. Dopo diverse performance solo in Spagna, balza agli onori della critica quando nel 2004 vince il premio José Carreras come miglior tenore al Concorso "Julian Gayarre" (successo che verrà bissato l'anno seguente).
Ha ottenuto importanti successi con l'Aida a Nizza, con la Carmen a Madrid e in Cyrano de Bergerac (interpretando Christian) al Teatro de la Maestranza a Siviglia. Nel 2010 la prima volta in Italia, sempre con la Carmen, diretto da Zubin Mehta all'Arena di Verona. Nel 2011 ha cantato Carmen al Teatro di San Carlo di Napoli, Madama Butterfly al Teatro Petruzzelli di Bari, Tosca (diretta da Omer Meir Wellber) e Carmen al Teatro Massimo di Palermo. Nel 2012, da segnalare, il debutto alla Scala con l'Aida, e l'exploit nel nuovo teatro del Maggio Musicale Opera di Firenze con Turandot, sempre diretto da Zubin Mehta.
Nel gennaio 2017 ha debuttato al Gran Teatre del Liceu di Barcellona, dove ha interpretato il "Nessun dorma" dalla Turandot di Puccini, entusiasmando il pubblico.